# Fresno el Viejo
Fresno el Viejo è un comune spagnolo di 1 219 abitanti situato nella comunità autonoma di Castiglia e León.